# XtremeAir XA41
L'XtremeAir XA41 est un avion de voltige monoplace construit par la société allemande XtremeAir.

## Histoire
L'ingénieur et pilote de haut niveau Philipp Steinbach est responsable de la conception de l'appareil.
Cet appareil, tout composite, existe aussi dans une version biplace XA42.
La motorisation est un 6 cylindres Lycoming AEIO-580 de 315 ch.
Le facteur de charge est de + 10 g / -10 g, et le taux de roulis de 450°/ seconde.
Le biplace a été certifié en 2011, ce qui en fait le premier appareil de voltige tout composite certifié au monde.
La production s'arrête avec la liquidation de la société XtremeAir en 2021.

## Modèles

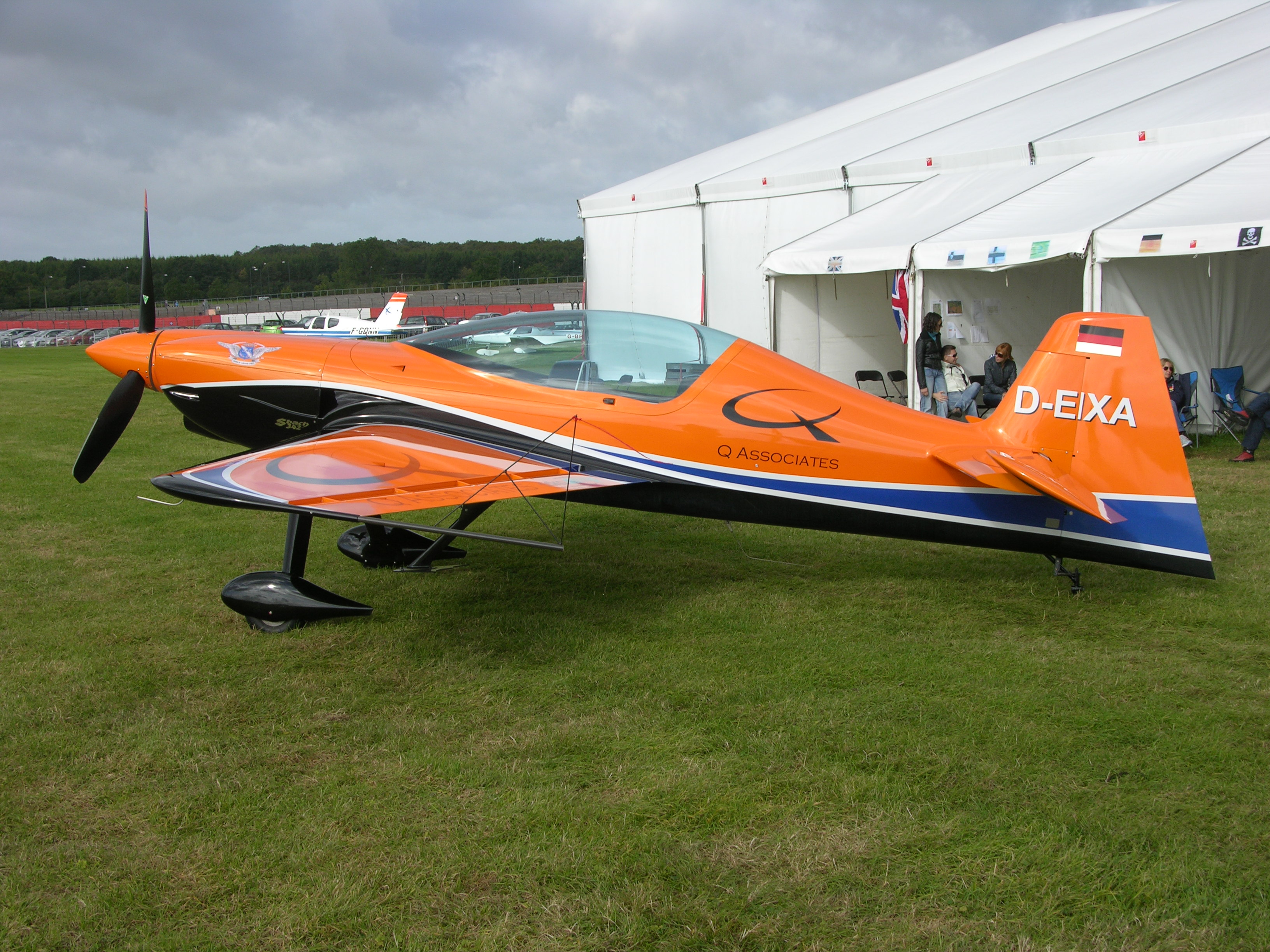
XA42 biplace

XA41
Egalement appelé Sbach 300
Monoplace
XA42
Egalement appelé Sbach 342
Biplace

## Avions équivalents
- Extra 300
- Famille des Cap 230 (Cap 230, Cap 231, Cap 232)
- MX Aircraft MXS
- Famille Sukhoi 26 (Su-26, Su-29, Su-31)
- Zivko Edge 540